# 엘 (가수)
엘(L, 본명: 김명수, 본명 한자: 金明洙, 1992년 3월 13일~)은 대한민국의 가수이자 배우이며, 대한민국의 보이 그룹 《인피니트》의 보컬리스트를 맡고 있다.

## 학력
- 서울경동초등학교 (졸업)
- 경일중학교 (졸업)
- 덕수고등학교 (졸업)
- 아현산업정보학교 사진영상학과 위탁교육구성원과정 (졸업)
- 대경대 실용음악학과 (전문학사)
- 호서대 실용음악학과 (학사)

## 음반
| 앨범 번호 | 앨범 정보                                                       | 트랙 리스트                                                    |
| --------- | --------------------------------------------------------------- | -------------------------------------------------------------- |
| 1         | 《닥치고 꽃미남 밴드 OST Part 5》 - 발매일: 2012년 3월 12일     | 1. Love U Like U (with 투개월 김예림) 2. Love U Like U (Inst.) |
| 2         | 《인피니트F First Single Album '靑'》 - 발매일: 2014년 12월 1일 | 1. 가슴이 뛴다 2. 너라서 3. My Girl                            |
| 3         | 《군주 - 가면의 주인 OST Part 14》 - 발매일: 2017년 6월 29일    | 1. 내가 아니어도 좋아 2. 내가 아니어도 좋아 (Inst.)            |
| 4         | 《단, 하나의 사랑 OST Part 3》 - 발매일: 2019년 6월 5일         | 1. 널 그리는 밤 2. 널 그리는 밤 (Inst.)                        |

### 싱글 앨범
- 2021년 2월 2일 《메모리》

## 출연 작품

### 텔레비전 드라마
- 2011년 일본 아사히 TV 드라마 《지우 경시청 특수범 수사계》 ... 지우 역
- 2012년 tvN 월화 드라마 《닥치고 꽃미남 밴드》 ... 이현수 역
- 2012년 SBS 금요 시트콤 《도롱뇽도사와 그림자 조작단》 ... 엘 역
- 2012년 MBC 일일 시트콤 《엄마가 뭐길래》 ... 김명수 역
- 2013년 SBS 드라마스페셜 《주군의 태양》 ... 어린 주중원[2] 역
- 2014년 MBC 수목 드라마 《앙큼한 돌싱녀》 ... 길요한 역
- 2014년 SBS 드라마스페셜 《내겐 너무 사랑스러운 그녀》 ... 시우 역
- 2015년 SBS 주말 특별기획 드라마 《너를 사랑한 시간》 ... 기성재 역 (특별출연)
- 2016년 일본 BS SPTV 《헤어진 다음날》 ... 유탄 역
- 2017년 MBC 수목 드라마 《군주 - 가면의 주인》 ... 천민 이선 역
- 2018년 JTBC 월화 드라마 《미스 함무라비》 ... 임바른 역
- 2019년 KBS2 수목 드라마 《단, 하나의 사랑》 ... 김단 역
- 2020년 KBS2 수목 드라마 《어서와》 ... 홍조 역
- 2020년 KBS2 월화 드라마 《암행어사: 조선비밀수사단》 ... 성이겸 역
- 2023년 MBC 토일 드라마 《넘버스 : 빌딩숲의 감시자들》 ... 장호우 역
- 2024년 KBS2 월화 드라마 《함부로 대해줘》 ... 신윤복 역
- 2024년 KBS2 수목 드라마 《완벽한 가족》 … 이성우 역 (특별출연)

### 웹드라마
- 2016년 중국 웹드라마 《주워은 고양이 남자》 ... 정호연 역

### 웹예능
- 2025년 집대성 - 게스트

### 영화
- 2015년 《미스터 샤크》

### 방송
| 방송사 | 장르                         | 프로그램명                                                                                    | 방송 기간                          | 역할           | 비고   |
| ------ | ---------------------------- | --------------------------------------------------------------------------------------------- | ---------------------------------- | -------------- | ------ |
| MBC    | TV만화                       | 《와라! 편의점》                                                                              | 2011년 12월 27일 ~ 2012년 3월 27일 | 엘 역          |        |
| MBC    | 예능                         | 《미스터리 음악쇼 복면가왕》                                                                  | 2016년 6월 12일                    | 아임 유어 파더 | 참가자 |
| KBS1   | 다큐멘터리 텔레비전 프로그램 | 《다큐 인사이트 - 마이크로바이움 2부작 - 1편 내 몸을 움직이는 200g 우주 / 2편 항생제 딜레마》 | 2021년 2월 25일 ~ 2021년 3월 4일   | 내레이션       |        |

### 뮤직비디오
| 연도 | 국가 | 분류        | MV                                  | 수록 앨범                      | 비고                                           | 공급사              |
| ---- | ---- | ----------- | ----------------------------------- | ------------------------------ | ---------------------------------------------- | ------------------- |
| 2010 | 한국 | 출연        | 에픽하이 〈Run〉                    |                                | 에픽하이 MV 출연                               | 멜론                |
| 2010 | 한국 | 출연        | 스트로베리 필즈 〈별빛 행진곡〉     |                                | 스트로베리 필즈 MV 출연                        | CJENMMUSIC Official |
| 2012 | 한국 | 출연        | 김성규 〈60초〉                     |                                | 김성규 MV 출연                                 | 원더케이            |
| 2012 | 한국 | 앨범 / 출연 | 엘 & 예림(투개월) 〈Love U Like U〉 | tvN 《닥치고 꽃미남 밴드》 OST | tvN 《닥치고 꽃미남 밴드》 (엘 : 이현수 役)    | CJENMMUSIC Official |
| 2012 | 한국 | 앨범 / 출연 | 인피니트 〈환상그녀〉               | MBC 《엄마가 뭐길래》 OST      | MBC 《엄마가 뭐길래》 (엘 : 김명수 役)         | woolliment          |
| 2013 | 한국 | 출연        | 케이윌 〈Love Blossom〉             |                                | 케이윌 MV 출연                                 | starshipTV          |
| 2017 | 한국 | 앨범 / 출연 | 엘 〈내가 아니어도 좋아〉           | 《군주 - 가면의 주인》 OST     | MBC 《군주 - 가면의 주인》 (엘 : 천민 이선 役) | DanalEntertainment  |

### 홍보모델
| 연도   | 브랜드 |
| ------ | --- |
| 2010년 | - 2010 삼성 갤럭시S 광고모델 |
| 2011년 | - 2011~2014 교복 엘리트 광고모델 |
| 2012년 | - 2012 의류 브랜드 EDIQ 광고모델 - 2012 유니세프 We are Strong 홍보대사 - 2012 부산 롯데호텔 홍보모델 - 2012 삼성 갤럭시 플레이어 5.8 광고모델                                              |
| 2013년 | - 2013 삼성 갤럭시 노트3, 갤럭시 기어 브랜드송 - 2013~2015 롯데 펩시 광고모델 - 2013 롯데 나뚜루팝 광고모델 - 2013 스포츠 의류 브랜드 FILA 모델 - 2013~2014 화장품 브랜드 샤라샤라 광고모델 |
| 2015년 | - 2015~2016 중국 화장품 브랜드 Vinistyle 광고모델 - 2015 KBEE 한류 상품 박람회 홍보대사 - 2015 캐릭터 라인선싱 페어 홍보대사                                                                |
| 2016년 | - 2016 홍대 아만티 호텔 홍보모델 |
| 2018년 | - 2018 화장품 브랜드 랩노 광고모델 |

## 수상 및 후보
| 연도 | 시상식                          | 부문                             | 작품                       | 결과 |
| ---- | ------------------------------- | -------------------------------- | -------------------------- | ---- |
| 2013 | 제6회 코리아 드라마 어워즈      | 아역상                           | 주군의 태양                | 후보 |
| 2017 | 제3회 서울웹페스트 영화제       | 특별상                           | 주워온 고양이 남자         | 수상 |
| 2017 | 제3회 서울웹페스트 영화제       | 베스트 라이징스타상              | 주워온 고양이 남자         | 후보 |
| 2017 | MBC 연기대상                    | 남자 신인상                      | 군주 - 가면의 주인         | 후보 |
| 2017 | MBC 연기대상                    | 남자 인기상                      | 군주 - 가면의 주인         | 수상 |
| 2017 | MBC 연기대상                    | 투혼 연기상                      | 군주 - 가면의 주인         | 수상 |
| 2017 | MBC 연기대상                    | 미니시리즈부문 남자 우수연기상   | 군주 - 가면의 주인         | 후보 |
| 2017 | 2018 대한민국 퍼스트브랜드 대상 | 남자 연기돌부문                  | 빈칸                       | 후보 |
| 2018 | 제13회 숨피 어워즈              | 최고의 아이돌 배우상             | 군주 - 가면의 주인         | 후보 |
| 2018 | 제6회 아시아태평양 스타 어워즈  | 남자 신인상                      | 미스 함무라비              | 후보 |
| 2018 | 제2회 더 서울 어워즈            | 드라마부문 남자 인기상           | 미스 함무라비              | 후보 |
| 2018 | 제3회 아시아 아티스트 어워즈    | 배우부문 베스트 아이콘상         | 미스 함무라비              | 수상 |
| 2019 | 제14회 숨피 어워즈              | 최고의 아이돌 배우상             | 미스 함무라비              | 후보 |
| 2019 | 2019 아시아 모델 어워즈         | 연기자 부문 인기 스타상          | 빈칸                       | 수상 |
| 2019 | 제12회 코리아 드라마 어워즈     | 남자 신인상                      | 단, 하나의 사랑            | 후보 |
| 2019 | KBS 연기대상                    | 남자 신인상                      | 단, 하나의 사랑            | 수상 |
| 2019 | KBS 연기대상                    | 베스트 커플상 (with 신혜선)      | 단, 하나의 사랑            | 수상 |
| 2019 | KBS 연기대상                    | 네티즌상 - 남자부문              | 단, 하나의 사랑            | 후보 |
| 2019 | KBS 연기대상                    | K-드라마 한류스타상              | 단, 하나의 사랑            | 수상 |
| 2019 | KBS 연기대상                    | 미니시리즈부문 남자 우수연기상   | 단, 하나의 사랑            | 후보 |
| 2021 | KBS 연기대상                    | 남자 최우수연기상                | 암행어사: 조선비밀수사단   | 후보 |
| 2021 | KBS 연기대상                    | 미니시리즈부문 남자 우수연기상   | 암행어사: 조선비밀수사단   | 후보 |
| 2021 | KBS 연기대상                    | 남자 인기상                      | 암행어사: 조선비밀수사단   | 후보 |
| 2022 | 제13회 코리아 드라마 어워즈     | 글로벌 스타상                    | 암행어사: 조선비밀수사단   | 수상 |
| 2023 | MBC 연기대상                    | 미니시리즈부문 남자 최우수연기상 | 넘버스 : 빌딩숲의 감시자들 | 후보 |
| 2024 | KBS 연기대상                    | 미니시리즈부문 남자 우수연기상   | 함부로 대해줘              | 후보 |
| 2024 | KBS 연기대상                    | 남자 인기상                      | 함부로 대해줘              | 수상 |
| 2024 | KBS 연기대상                    | 베스트 커플상 (with 이유영)      | 함부로 대해줘              | 후보 |